# Варианты выбора
«Варианты выбора» (англ. Options) — абсурдистский научно-фантастический роман Роберта Шекли, изданный в 1975 в мягкой обложке издательством Pyramid Books. В Британии первый раз был издан в 1977, первый французский перевод был издан в 1976.

## Сюжет
История якобы о попытке забытого космического путешественника получить запасную часть для своего звездолёта, Интрепид-ХХ. У него есть автоматизированная охрана, запрограммированная, чтобы защищать его от всех опасностей, которые могут ждать его на планете. Но скоро он обнаруживает, что робот, охраняющий его, не был запрограммирован для планеты, на которую они попали в результате поломки. Однако рассказ позже переходит в массу странных событий, нелогичных заключений и размышлений о природе авторства. В конечном счёте невероятности заполняют книгу до такой степени, что автор открыто вводит все более и более причудливые варианты бога из машины в попытке вернуть роман в своё русло, но в конечном счёте претерпевает поражение.

## Восприятие
Спайдер Робинсон в своей рецензии оценил роман благоприятно, сказав, что, хотя Шекли сознательно нарушал большинство правил для успешного рассказывания историй, Варианты выбора были «веселы… взрывающаяся сигарета, бархатный банан, бородатый трактор, пресвитерианский утконос».

## Публикация по-русски
Впервые главы из романа были опубликованы в журнале "Юность" №11 за 1982 - №1 за 1983 г.
В 1994 году роман опубликован в серии "Миры Роберта Шекли", М. 1994. 